# Alien Hunter
Alien Hunter is een Amerikaanse sciencefictionfilm.

## Rolverdeling
| Acteur           | Personage          |
| ---------------- | ------------------ |
| James Spader     | Julian Rome        |
| Leslie Stefanson |                    |
| Joel Polis       |                    |
| Roy Dotrice      |                    |
| Keir Dullea      |                    |
| John Lynch       | dr. Michael Straub |
| Aimee Graham     |                    |
| Janine Eser      |                    |
| Woody Schultz    |                    |
| Carl Lewis       |                    |
| Anthony Crivello |                    |